# Ian Rowling
Ian Rowling né le 10 février 1967, est un kayakiste australien pratiquant la course en ligne.

## Palmarès

### Jeux olympiques de canoë-kayak course en ligne
- 1992 à Barcelone,  Espagne
  -  Médaille de bronze en K-4 1000 m avec Kelvin Graham, Ramon Andersson et Steven Wood[1].

### Championnats du monde de canoë-kayak course en ligne
- 1991 à Paris,  France
  -  Médaille d'argent en K-1 200 m